# Alfons XIII.

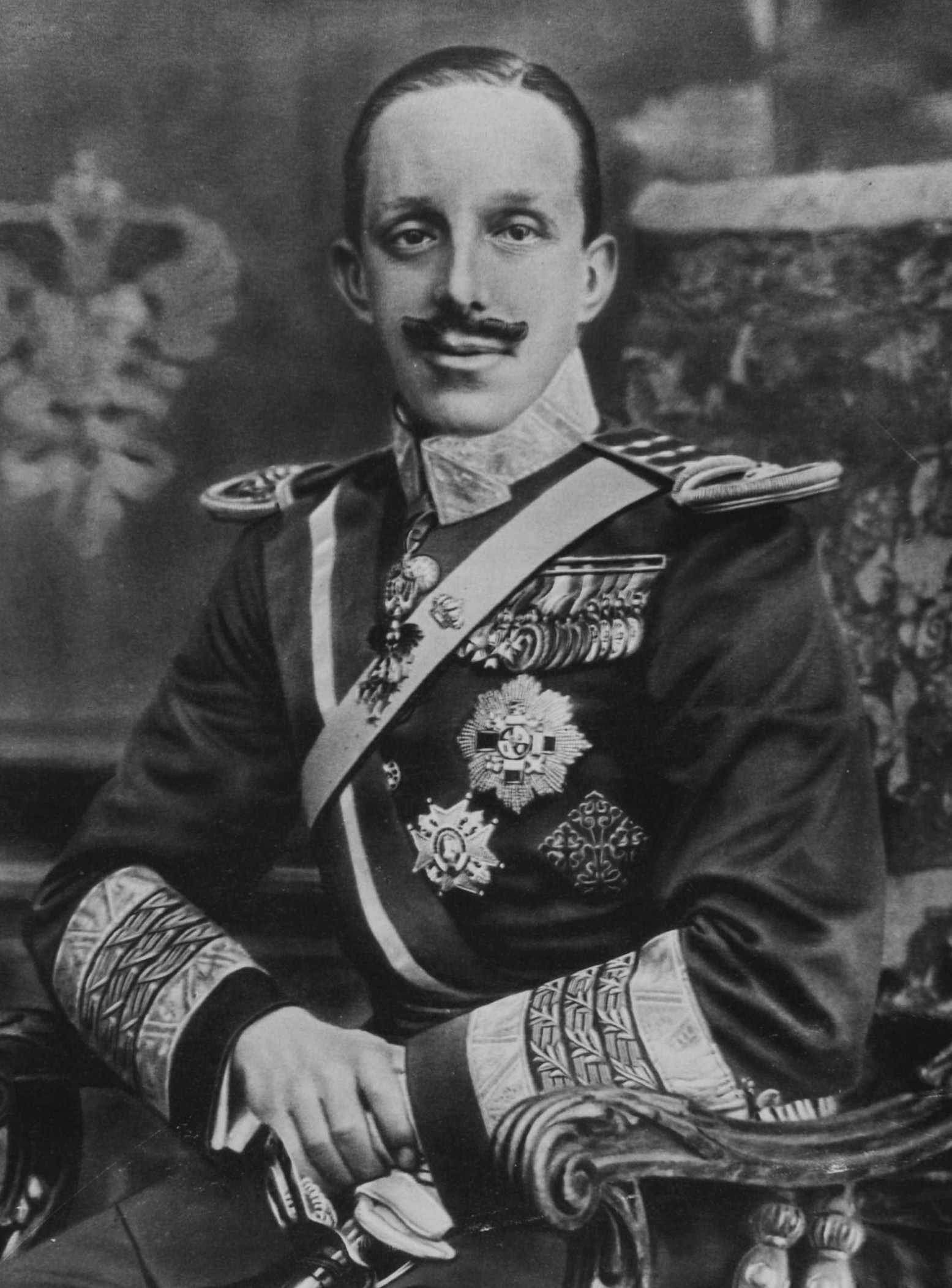
Alfons XIII. (Foto um 1916)

Alfons XIII. (spanisch Alfonso XIII, * 17. Mai 1886 in Madrid; † 28. Februar 1941 in Rom; vollständiger Name Alfonso León Fernando María Jaime Isidro Pascual Antonio de Borbón y Austria-Lorena) war von 1886 bis 1931 König von Spanien.

## Leben

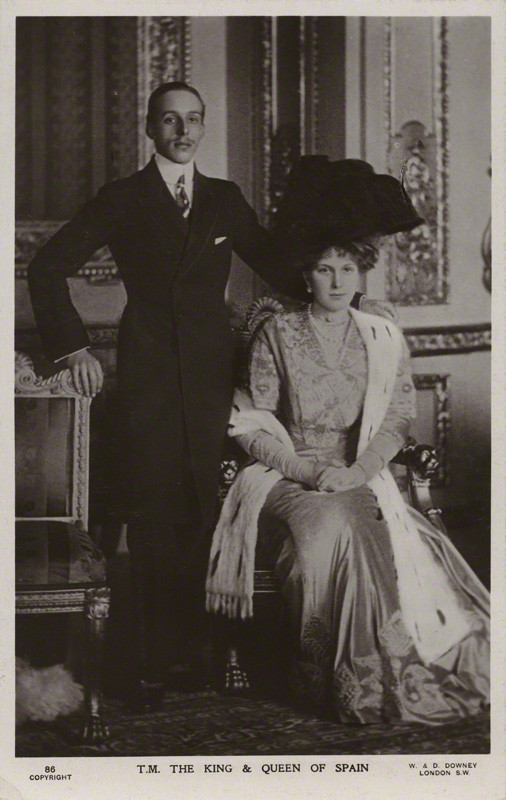
Alfons XIII. mit Gattin Victoria Eugénie

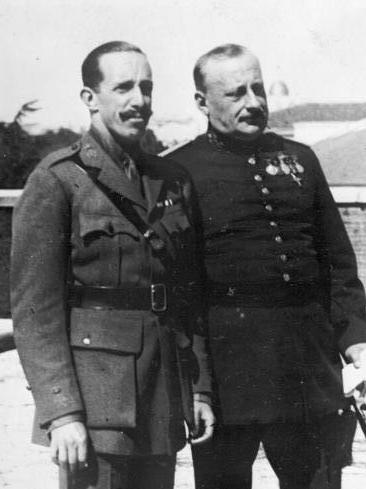
Alfons XIII (links) mit Miguel Primo de Rivera

Alfonso war der Sohn des bereits am 25. November 1885 verstorbenen Alfons XII. von Spanien und dessen zweiter Gemahlin Maria Christina von Österreich und damit de jure vom Moment seiner Geburt an König. Bis 1902 führte jedoch seine Mutter als Regentin die Amtsgeschäfte. 
Alfonso, der im Alter von 16 Jahren seine Herrschaft begann, hatte anfangs durchaus Macht, aber er schwankte stark zwischen reaktionären, konservativen und liberalen Ideen. Weil die politischen Parteien, Konservative und Liberale, alles gegenseitig blockierten, fiel ihm so etwas wie die Rolle eines Schiedsrichters zu. An seinem Hochzeitstag entging er 1906 knapp einem Bombenanschlag. Es war eine unruhige Zeit und zudem eine Zeit des sozialen Umbruchs durch den Beginn der Industrialisierung vor allem im Norden Spaniens und des Aufkommens einer Arbeiterbewegung. Nach der Niederlage im Spanisch-Amerikanischen Krieg 1898, die den fast vollständigen Verlust des Kolonialreiches mit sich brachte, hinterfragten immer mehr Angehörige der jüngeren Generation das gesellschaftliche und politische System und forderten radikale Reformen. Auch der Aufstieg der nach Selbstbestimmung strebenden Nationalbewegungen im Baskenland und Katalonien steht in diesem Kontext. Es wurde außerdem kritisiert, dass es dem König an einer echten Vision für sein Land fehlte. Außenpolitisch löste er sich vom deutschfreundlichen Kurs seiner Mutter und schloss beispielsweise mit Großbritannien und Frankreich die Abkommen von Cartagena. 1902 stiftete er zur Erinnerung an seinen Vater den Orden Alfons’ XII.
Alfonsos Regierungszeit fiel in die Ära der politischen Restauration in Spanien. In dieser Periode waren alle wesentlichen Kräfte bemüht, die existierenden politischen und wachsenden sozialen Gegensätze in der spanischen Gesellschaft zu lösen, jedoch ohne Erfolg. Der König verstand es nicht, die notwendigen Reformen mittels seiner breit angelegten verfassungsmäßigen Rechte durchzusetzen.
Das von Korruption und Reformstau gekennzeichnete politische System Spaniens zerfiel letztendlich 1923 nach der Niederlage der spanischen Armee gegen marokkanische Aufständische bei Annual. Die Regierung war völlig diskreditiert, somit hatte ein Putsch-General gemeinsam mit Verbündeten leichtes Spiel und es gab keinen nennenswerten Widerstand gegen die Putschisten. Die oligarchisch-feudale Halbdemokratie wurde verdrängt von einem Regime, das in einer Zeit weltweiter sozialer Unruhen eine „neue Ordnung“ verhieß. Spanien wurde unter General Miguel Primo de Rivera de facto eine Militärdiktatur, in der der König im Schatten des Militärdiktators stand. Primo de Rivera beschnitt aber auch die Befugnisse des Königs auf das rein Zeremonielle. Das Militärregime wurde gestützt von Spaniens konservativen Eliten. Dies waren beispielsweise Bischöfe, Militärs, Großindustrielle und -grundbesitzer. Es wurden die kommunistischen und anarchistischen Gewerkschaften unterdrückt, die sozialistischen wurden ins ständestaatliche Machtsystem eingebaut. Die staatliche Einflussnahme wurde ausgebaut, überall wurden Militärverwalter eingesetzt und die Bürokratie uferte aus. Missliebige Personen wurden inhaftiert oder in die interne Verbannung gezwungen. Verfassung und Pressefreiheit wurden ausgehebelt, und an die Stelle von Parlament und Regierung trat ein Militärdirektorium, später ein Zivildirektorium. Es gab keine Wahlen mehr. Dagegen formierte sich Widerstand, vor allem nach Ausbruch der Weltwirtschaftskrise. 
Auch dieser Versuch einer Konsolidierung des maroden spanischen Staates scheiterte, und die Kommunalwahlen am 12. April 1931 als erste Wahlen nach 1923 erbrachten in den großen Städten einen klaren Sieg der Republikaner. Zwei Tage später wurde in Madrid die Republik ausgerufen, Alfons ging am selben Tag ohne formelle Abdankung ins Exil, zunächst nach Paris, später nach Rom. Er schrieb später, dass er die Macht abgab, um einen Bürgerkrieg zu vermeiden.
Alfons XIII. hatte die Errichtung der Diktatur durch Miguel Primo de Rivera zugelassen, indem er diese am 13. September 1923 ausdrücklich guthieß, statt der Sache entgegenzutreten.  In der 2. Republik wurde er später deshalb von den Cortes, der verfassunggebenden Versammlung, für abgesetzt erklärt und zur Verhaftung ausgeschrieben. Ihm wurden Hochverrat, Machtmissbrauch und Verfassungsbruch vorgeworfen. Es wurden ihm alle Würden, Rechte und Titel entzogen, mit dem ausdrücklichen Vermerk, er werde sie weder für sich noch für seine Nachkommen jemals zurückfordern können. Im Spanischen Bürgerkrieg bevorzugte Alfons daher die Putschisten, doch auch die Diktatur des siegreichen Francisco Franco stellte die Monarchie nicht wieder her.
Erst kurz vor seinem Tod, am 15. Januar 1941, verzichtete er zugunsten seines Sohnes Juan de Borbón y Battenberg auf seinen Thronanspruch.
Alfons XIII. wurde in der römischen Kirche Santa Maria di Monserrato begraben. Im Jahr 1980, nach der Wiederherstellung der Monarchie, wurden seine Überreste in das Pantheon der Könige des Klosters El Escorial überführt.

## Ehe und Nachkommen

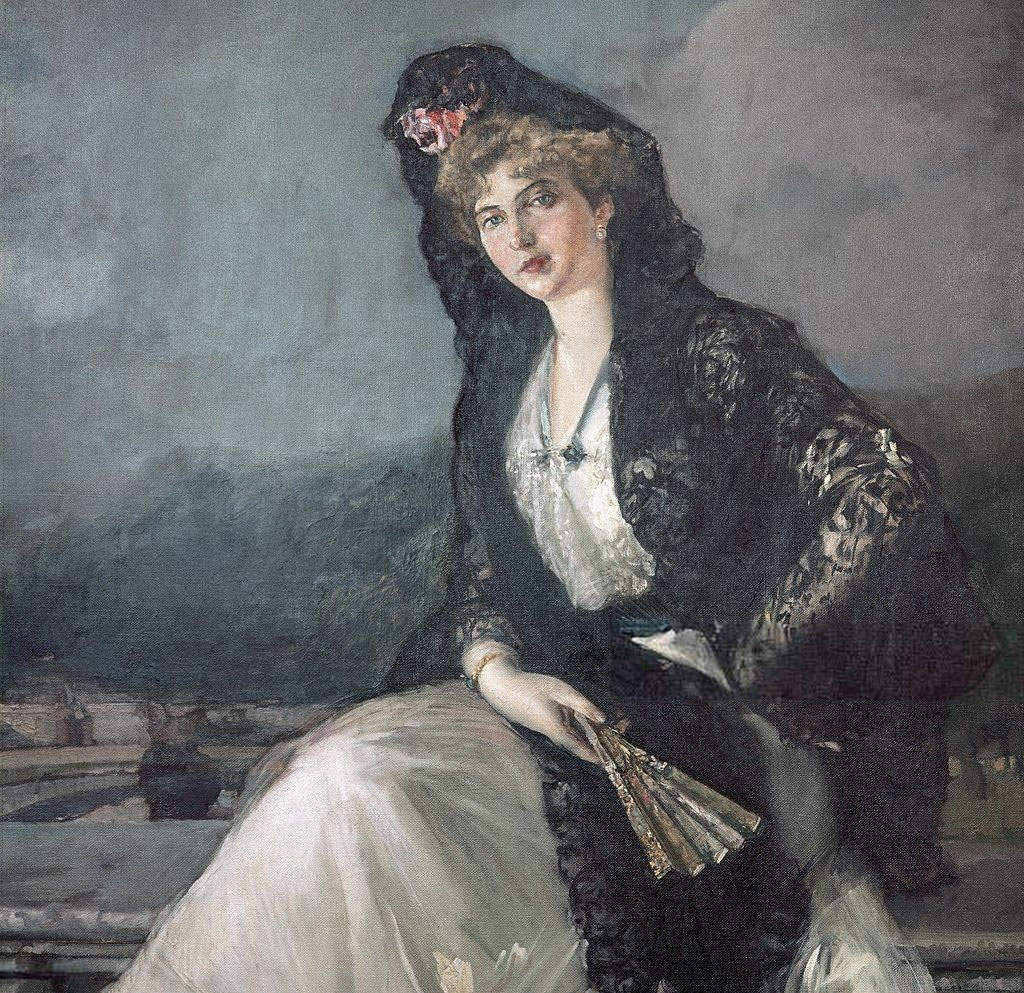
Porträt von Joaquín Sorolla: Königin Victoria Eugenia „Ena“ (1910)

Aus der am 31. Mai 1906 geschlossenen Ehe mit Prinzessin Victoria Eugénie von Battenberg, Tochter von Prinz Heinrich Moritz von Battenberg, Gouverneur und Kapitän der Isle of Wight, und seiner Ehefrau Prinzessin Beatrice von Großbritannien und Irland, gingen insgesamt sieben Kinder hervor. Die Ehe war anfangs glücklich, doch zerbrach sie nach dem Tod des jüngsten Sohnes an zunehmender Entfremdung. Von etlichen Affären mit anderen Frauen abgesehen, mit denen Alfons mehrere außereheliche Kinder hatte, konnte ihm Victoria Eugenia nicht verzeihen, dass er den ältesten, schwerkranken Sohn Alfonso wegen einer nicht standesgemäßen Ehe zum „Thronverzicht“ (des ohnehin nicht mehr existierenden spanischen Throns) gezwungen hatte. Alfons warf seiner Frau wiederum vor, dass sie Überträgerin der Bluterkrankheit war, die unter den Enkeln der britischen Königin Victoria weit verbreitet war, und diese Krankheit an zwei ihrer Söhne, Alfons Pius und Gonzalo, übertragen hatte. 
Aus der Ehe gingen folgende Kinder hervor:
- Alfons Pius (1907–1938), Graf von Covadonga, ⚭ (1) 1933–1937 Edelmira Sampedro-Ocejo y Robarto, ⚭ (2) 1937–1938 Marta Rocafort y Altazurra
- Jaime (1908–1975), Herzog von Segovia und französisch-legitimistischer Thronprätendent, ⚭ (1) 1935–1947 Prinzessin Victoire Jeanne Joséphine Emmanuelle de Dampierre, ⚭ (2) 1949 Carlota Tiedemann
- Beatrix Isabel (1909–2002) ⚭ 1935 Alessandro Torlonia, Fürst von Civitella-Cesi
- Fernando totgeborener Sohn (*/† 21. Mai 1910)
- Maria Christina (1911–1996) ⚭ 1940 Enrico Marone Cinzano, 1° Conte Marone
- Juan (1913–1993), Graf von Barcelona ⚭ 1935 Prinzessin María de las Mercedes von Bourbon-Sizilien, der Vater des nach dem Ende der Franco-Diktatur als König eingesetzten Juan Carlos I.
- Gonzalo (1914–1934)

Alfons XIII. hatte auch den unehelichen Sohn Roger de Vilmorin (1905–1980), mit Mélanie de Gaufridy de Dortan (1876–1937), der Frau von Philippe de Vilmorin (1872–1917), dem damaligen Besitzer der Firma Vilmorin.

## Vorfahren
|  |                                                       |  |  |  |  |  |  |  |  |  |  |  |  |
|  | Francisco de Paula de Borbón (1794–1865)              |  |  |  |  |  |  |  |  |  |  |  |  |
|  |                                                       |  |  |  |  |  |  |  |  |  |  |  |  |
|  |                                                       |  |  |  |  |  |  |  |  |  |  |  |  |
|  | Francisco de Asís de Borbón (1822–1902)               |  |  |  |  |  |  |  |  |  |  |  |  |
|  |                                                       |  |  |  |  |  |  |  |  |  |  |  |  |
|  |                                                       |  |  |  |  |  |  |  |  |  |  |  |  |
|  | Luisa Carlota von Neapel-Sizilien (1804–1844)         |  |  |  |  |  |  |  |  |  |  |  |  |
|  |                                                       |  |  |  |  |  |  |  |  |  |  |  |  |
|  |                                                       |  |  |  |  |  |  |  |  |  |  |  |  |
|  | Alfons XII. König von Spanien (1857–1885)             |  |  |  |  |  |  |  |  |  |  |  |  |
|  |                                                       |  |  |  |  |  |  |  |  |  |  |  |  |
|  |                                                       |  |  |  |  |  |  |  |  |  |  |  |  |
|  | Ferdinand VII. König von Spanien (1784–1833)          |  |  |  |  |  |  |  |  |  |  |  |  |
|  |                                                       |  |  |  |  |  |  |  |  |  |  |  |  |
|  |                                                       |  |  |  |  |  |  |  |  |  |  |  |  |
|  | Isabella II. Königin von Spanien (1830–1904)          |  |  |  |  |  |  |  |  |  |  |  |  |
|  |                                                       |  |  |  |  |  |  |  |  |  |  |  |  |
|  |                                                       |  |  |  |  |  |  |  |  |  |  |  |  |
|  | Maria Christina von Neapel-Sizilien (1806–1878)       |  |  |  |  |  |  |  |  |  |  |  |  |
|  |                                                       |  |  |  |  |  |  |  |  |  |  |  |  |
|  |                                                       |  |  |  |  |  |  |  |  |  |  |  |  |
|  | Alfons XIII. König von Spanien                        |  |  |  |  |  |  |  |  |  |  |  |  |
|  |                                                       |  |  |  |  |  |  |  |  |  |  |  |  |
|  |                                                       |  |  |  |  |  |  |  |  |  |  |  |  |
|  | Karl von Österreich-Teschen (1771–1847)               |  |  |  |  |  |  |  |  |  |  |  |  |
|  |                                                       |  |  |  |  |  |  |  |  |  |  |  |  |
|  |                                                       |  |  |  |  |  |  |  |  |  |  |  |  |
|  | Karl Ferdinand von Österreich (1818–1874)             |  |  |  |  |  |  |  |  |  |  |  |  |
|  |                                                       |  |  |  |  |  |  |  |  |  |  |  |  |
|  |                                                       |  |  |  |  |  |  |  |  |  |  |  |  |
|  | Henriette Alexandrine von Nassau-Weilburg (1797–1829) |  |  |  |  |  |  |  |  |  |  |  |  |
|  |                                                       |  |  |  |  |  |  |  |  |  |  |  |  |
|  |                                                       |  |  |  |  |  |  |  |  |  |  |  |  |
|  | Maria Christina von Österreich (1858–1929)            |  |  |  |  |  |  |  |  |  |  |  |  |
|  |                                                       |  |  |  |  |  |  |  |  |  |  |  |  |
|  |                                                       |  |  |  |  |  |  |  |  |  |  |  |  |
|  | Joseph von Österreich (1776–1847)                     |  |  |  |  |  |  |  |  |  |  |  |  |
|  |                                                       |  |  |  |  |  |  |  |  |  |  |  |  |
|  |                                                       |  |  |  |  |  |  |  |  |  |  |  |  |
|  | Elisabeth Franziska Maria von Österreich (1831–1903)  |  |  |  |  |  |  |  |  |  |  |  |  |
|  |                                                       |  |  |  |  |  |  |  |  |  |  |  |  |
|  |                                                       |  |  |  |  |  |  |  |  |  |  |  |  |
|  | Maria Dorothea von Württemberg (1797–1855)            |  |  |  |  |  |  |  |  |  |  |  |  |
|  |                                                       |  |  |  |  |  |  |  |  |  |  |  |  |
|  |                                                       |  |  |  |  |  |  |  |  |  |  |  |  |

## Trivia
Er wurde Namensgeber für das Hotel Alfonso XIII und ließ sich von George Burchett tätowieren.